# Морельсе, Иоганн
Иога́нн Па́ульсон Море́льсе  (нидерл. Johan Pauwelszoon Moreelse), также Иоганнес Паулюс Морельсе (Johannes Paulus Moreelse, около 1603, Утрехт — 1634, там же) — нидерландский художник эпохи барокко, творивший во время голландского золотого века. Принадлежит к школе так называемого утрехтского караваджизма. Его отец был известнейший в своё время портретист Паулюс Морельсе. О жизни Иоганна известно мало. Он учился в Утрехте в мастерской отца и затем в Риме (1627), где стал рыцарем какого-то папского ордена. Одним из немногих выдающихся событий его жизни стало заключение контракта с утрехтским дворянином и адвокатом Иоганном Гонорием ван Акселем де Сени 27 февраля 1627 года. Морельсе умер в Утрехте же, от эпидемии чумы в 1634 году. Его авторство над немногочисленными имеющимися работами впервые было установлено в 1970-х годах.

## Работы
- Демокрит
- Демокрит, смеющийся философ (нидерл. Democritus, de lachende wijsgerige)
- Гераклит
- Исав продает своё первородство Иакову
- Святой Пётр (San Piedro)
- Кающаяся Мария Магдалина (нидерл. Boete doende Maria Magdalena)

## Галерея

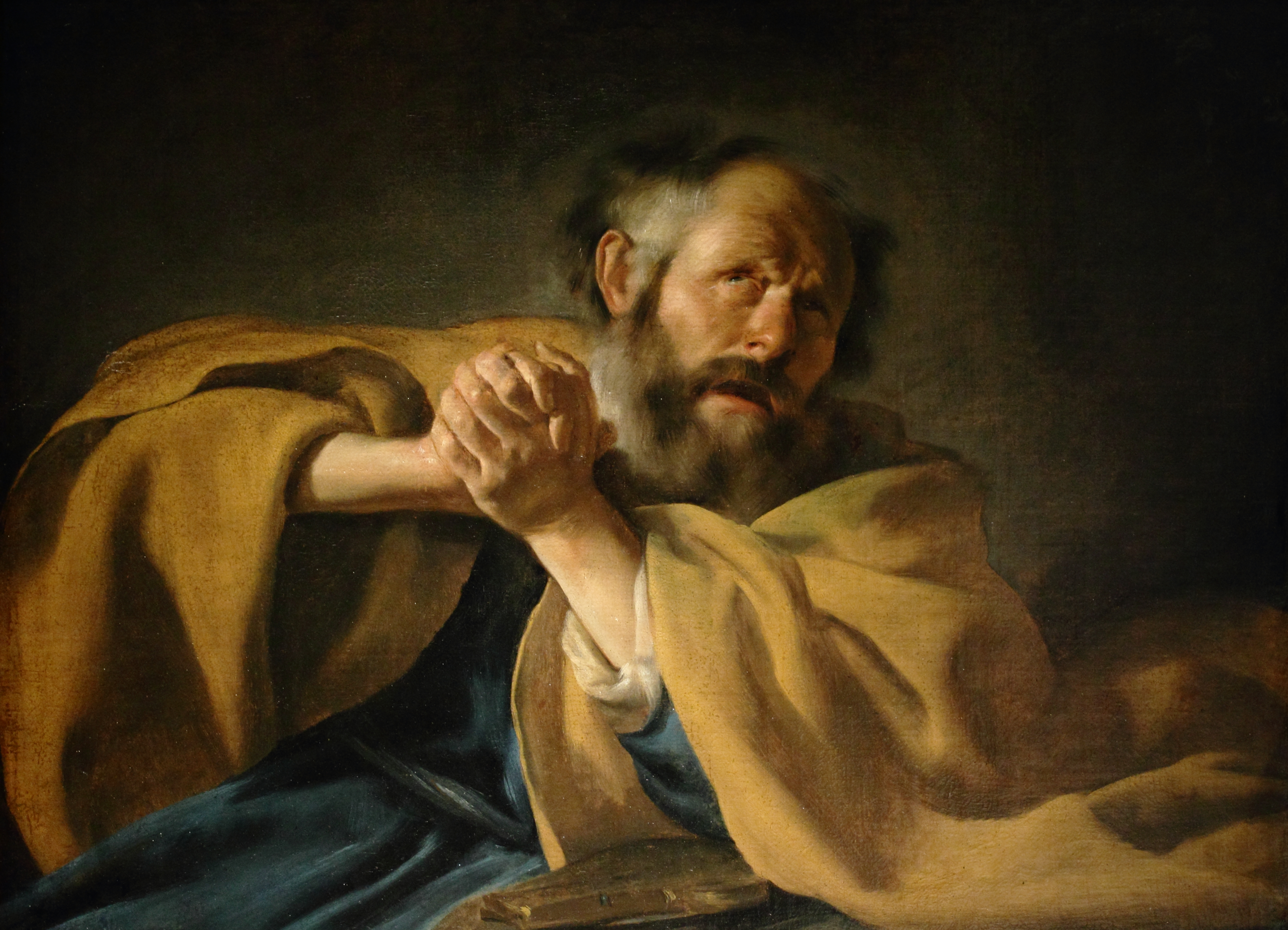
Покаяние св. Петра, 1630
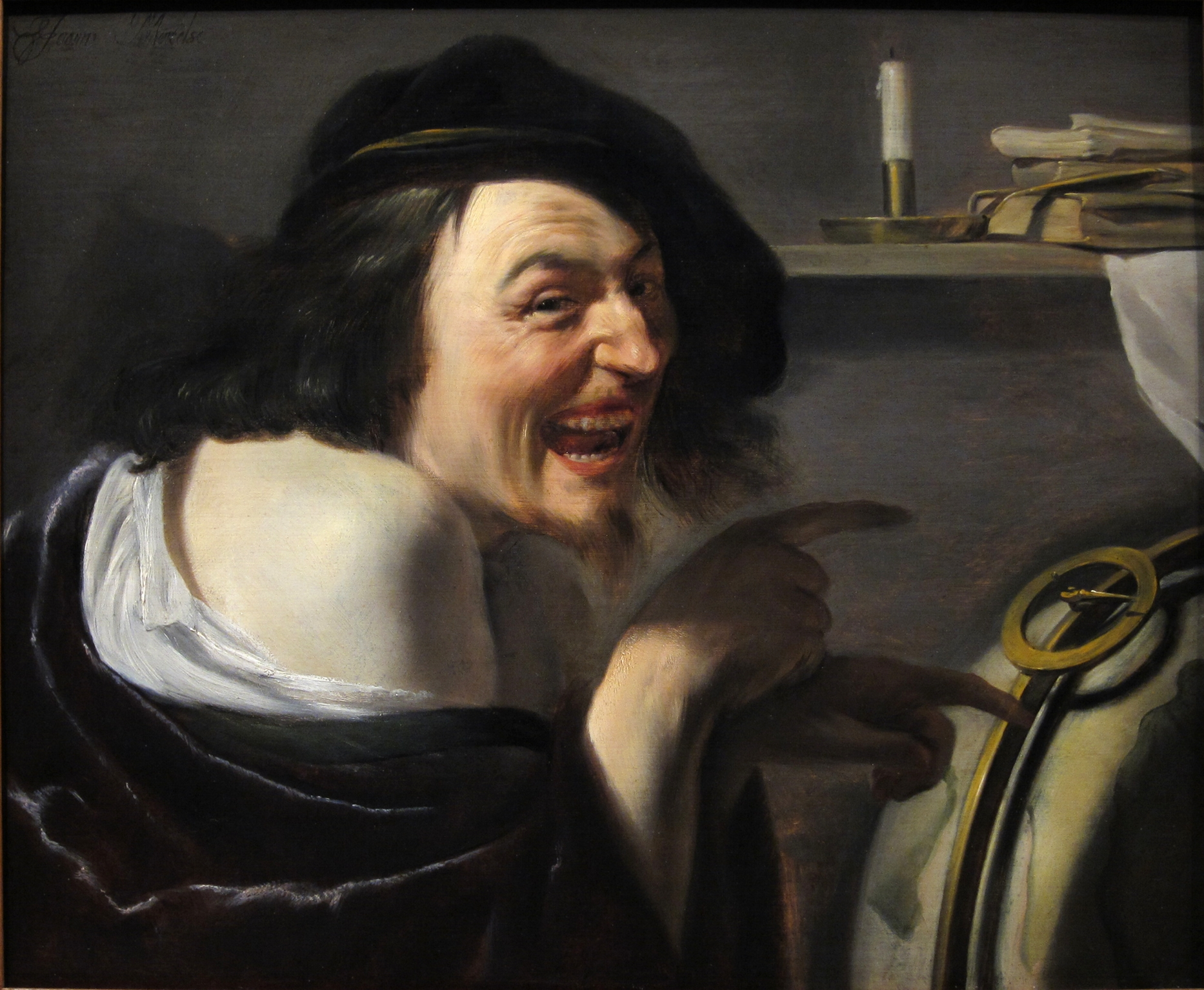
Демокрит, 1630
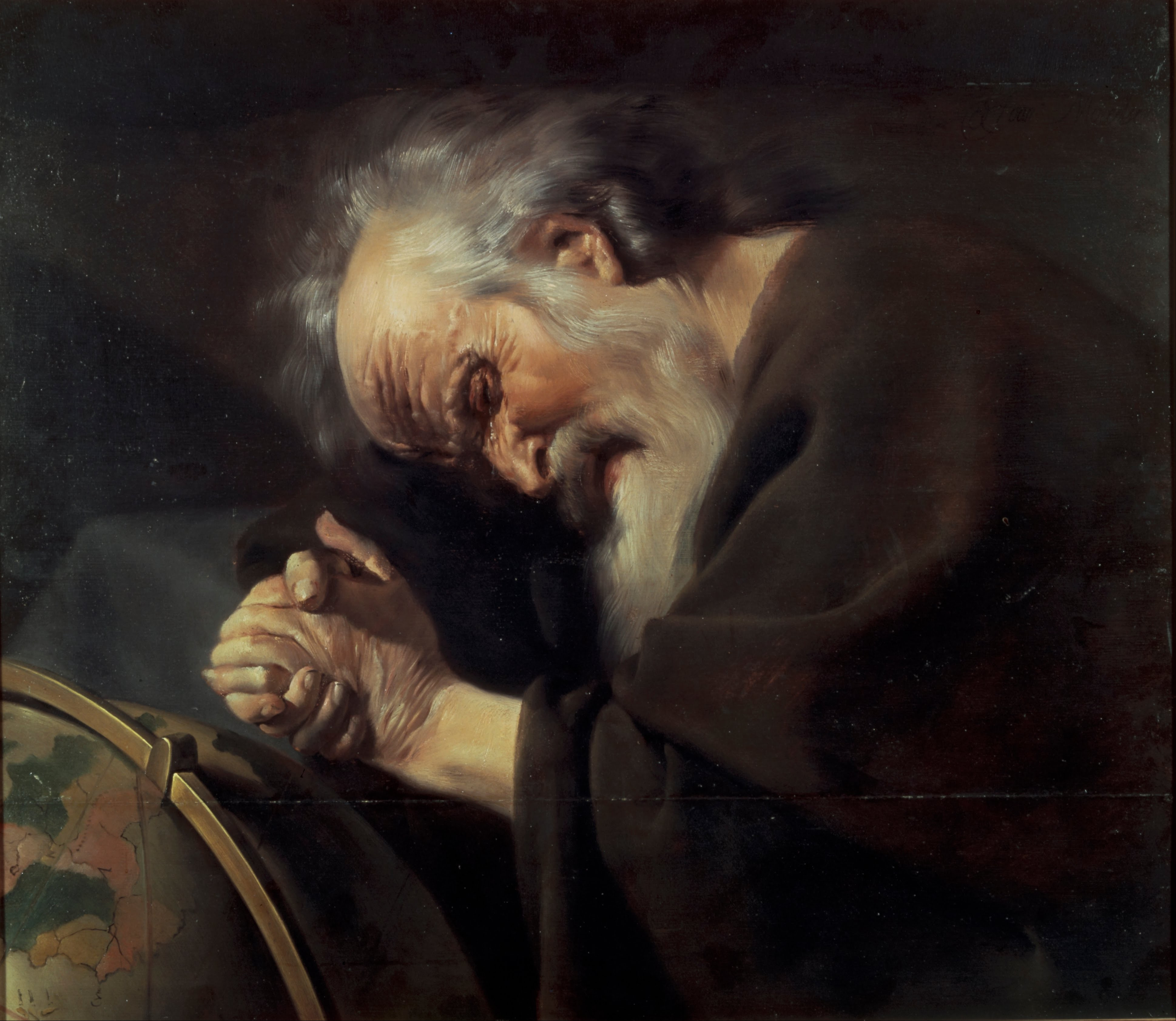
Гераклит (ок. 1630)
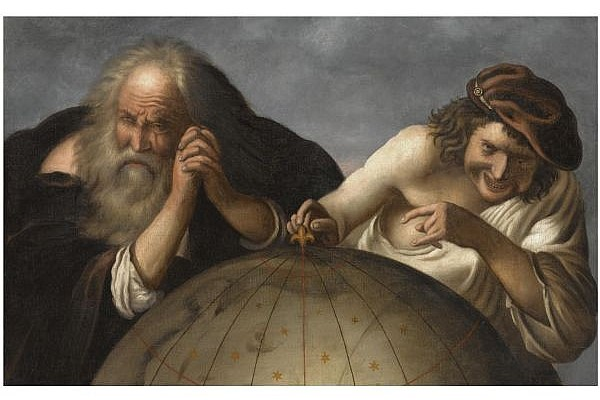
Демокрит и Гераклит